# Schaar van Colijnsplaat
De Schaar van Colijnsplaat is een betonde vaargeul in de Oosterschelde in de provincie Zeeland, noord van Noord-Beveland, tussen een punt noord van Wissenkerke in de Roompot tot bij de Zeelandbrug. Aan de westkant van de Zeelandbrug sluit het vaarwater aan op de betonde vaargeul Overloop van Zierikzee richting noordoost, en aan de oostkant van de Zeelandbrug op de betonde vaargeul, met de naam Oosterschelde (richting zuidoost) en de betonde vaargeul Engelsche Vaarwater (richting noord).
Het water is zout en heeft een getij. De waterdiepte gaat van -27.6 tot -4,1 meter t.o.v. NAP. Noord van de Schaar van Colijnsplaat ligt een ondiepte de Vuilbaard.
Het water is te gebruiken voor schepen tot en met CEMT-klasse VIb.
De Schaar van Colijnsplaat is onderdeel van het Nationaal Park Oosterschelde en valt binnen het Natura 2000-gebied Oosterschelde.